# Freenode
Freenode (также известная как Open Projects Network) — это бывшая IRC-сеть, управляемая добровольцами и призванная предоставить сообществу свободного программного обеспечения бесплатную и стабильную коммуникационную платформу. Ранее её головной организацией был некоммерческий фонд Peer-Directed Projects Center (PDPC), который продвигал и финансировал проект.
19 мая 2021 года Freenode подверглась тому, что некоторые сотрудники описали как «ущербное поглощение», после чего из компании уволились как минимум 14 сотрудников‐волонтёров. После этих событий различные организации, использующие Freenode, например Arch Linux, CentOS, FreeBSD, Фонд свободного программного обеспечения, Gentoo Linux, KDE, LineageOS, Slackware, Ubuntu и Фонд Викимедиа, переместили свои каналы в Libera Chat, сеть, созданную бывшими сотрудниками Freenode. Другие, такие как Haiku или Alpine Linux, перешли в Open and Free Technology Community (OFTC). К 16 августа 2021 года более тысячи проектов покинули Freenode.

## История
История сети началась с небольшого канала поддержки пользователей Linux #linuxneo, созданного Робом Левином в 1994 году в IRC-сети EFNet. Вскоре канал сменил название на #LinPeople. В 1995, после перемещения на Undernet, а потом на DALnet, #LinPeople превратился в небольшую сеть irc.linpeople.org. В начале 1998 года сеть сменила название на Open Projects Net. На тот момент в сети насчитывалось около 200 пользователей и менее 20 каналов.
В 2002 сеть была переименована во freenode, а также была зарегистрирована организация Peer-Directed Projects Center.
В 2017 году, компания Private Internet Access покупает холдинг FreeNode Ltd, вместе с которым были проданы доменные имена и некоторые другие активы. Фактическим владельцем доменов FreeNode стал Эндрю Ли. Все серверы и элементы инфраструктуры оставались в руках добровольцев и спонсоров, предоставляющих серверные мощности для работы сети. Поддержанием и управлением сетью занималась команда добровольцев. Компания Эндрю Ли лишь владела доменами и никак не пересекалась с самой IRC-сетью.
Несмотря на обещания Эндрю Ли не вмешиваться в работу сети, спустя несколько недель ситуация изменилась, и в сети стали происходить изменения без ведома команды FreeNode. Например, была удалена страница с объявлением об оптимизации структуры управления, размещена реклама компании Shells, сооснователем которой является Эндрю Ли, и началась работа по получению операционного контроля над инфраструктурой и всей сетью, включая данные пользователей. Из-за сложившихся обстоятельств, в 2021 году возник конфликт между Эндрю Ли и командой FreeNode, была создана новая IRC-сеть Libera.Chat, курируемая некоммерческой организацией в Швеции. Различные проекты (например CentOS, Sourcehut, и другие) объявили о перемещении своих IRC-каналов в новую сеть Libera.Chat.